# Jane Pierson
Jane Pierson, alternativ auch Jeanne Pierson, (* 19. oder 20. Jahrhundert; † nach 1952) war eine französische Filmschauspielerin.

## Biografie
Pierson hatte 1924 in dem Abenteuerfilm Mandrin von Henri Fescourt ihren ersten kleinen Auftritt, was symptomatisch für ihre Karriere werden sollte, da sie in ihren knapp 60 Filmen fast nur in Nebenrollen zu sehen war. In dem komödiantischen Fantasyfilm Le voyage imaginaire (1926) arbeitete sie erstmals mit René Clair zusammen, in dessen Filmen sie achtmal auftrat. In der französisch-deutschen Produktion Der Florentiner Hut von Clair von 1928 war sie erneut in einer kleinen Rolle besetzt. Im selben Jahr spielte sie in dem Film Im Taumel von Paris von Julien Duvivier, in dem die deutsche Schauspielerin Lil Dagover die Hauptrolle innehatte, einen kleineren Part. Es war ihre zweite Zusammenarbeit mit Duvivier. In Jean Renoirs Abenteuerfilm Le bled war sie 1929 besetzt und 1930 in Clairs Film Unter den Dächern von Paris. Ebenfalls 1930 wirkte sie in der französischen Version der Verwechslungskomödie Kopfüber ins Glück unter der Regie von René Pujol mit, mit der Jean Gabin seine Filmkarriere startete.
In René Clairs musikalischer Filmkomödie Die Million von 1931, in der es um einen verschwundenen Lottoschein geht, war Pierson als Händlerin besetzt. Daran schloss sich die Rolle der Hausmeisterin Philomène in Renoirs tragischem Kriminaldrama Die Hündin (1931) an, in der es um eine Frau, deren Zuhälter und einen Maler geht. In der Filmkomödie Boule de Gomme (1931) von Georges Lacombe spielte Pierson eine ihrer wenigen tragenden Rollen als die Mutter von Boule de Gomme, einem kleinen Kind, das dazu gebracht werden muss, für einen Film zu weinen und zu lachen. 1932 war sie in Jean Renoirs Mystery-Krimidrama La nuit du carrefour als Madame Michonnet besetzt und in Renoirs Boudu – aus den Wassern gerettet als Nachbarin Rose. Mit Clair arbeitete sie 1933 erneut zusammen, diesmal in dem Film Der 14. Juli, in dem sie, wie mehrfach in ihren Filmen, als Hausmeisterin besetzt war. In der romantischen Komödie Le rayon des amours von Edmond T. Gréville von 1933 war sie in einer etwas größeren Rolle als Dudu besetzt. 1934 stand wiederum eine Zusammenarbeit mit Clair auf dem Programm, und zwar für die Politfilmsatire Der letzte Milliardär.
Mit Gréville arbeitete Pierson 1940 in dem Filmdrama Menaces… erneut zusammen und mit Lacombe 1946 in Le pays sans étoiles, wo sie als Freundin einer der Hauptfiguren agiert. In Clairs nostalgisch gefärbtem Filmdrama Schweigen ist Gold von 1947 war sie als Zofe der von Maurice Chevalier gespielten Hauptfigur zu sehen. Auch Piersons letzter gelisteter Film, die italienisch-französische Filmkomödie Die Schönen der Nacht (1952) mit Gérard Philipe in der Hauptrolle, stammte wiederum von René Clair.

## Filmografie (Auswahl)
- 1924: Mandrin
- 1925: Mon curé chez les pauvres
- 1926: Le voyage imaginaire
- 1926: Die zwei Leben des Mathias Pascal (Feu Mathias Pascal)
- 1926: Pech muss der Mensch haben (Le Bouif errant)
- 1927: Landstreicher wider Willen (Muche)
- 1928: Der Florentiner Hut (Un chapeau de paille d’Italie)
- 1928: Im Taumel von Paris (Le tourbillon de Paris)
- 1929: Le bled
- 1930: Unter den Dächern von Paris (Sous les toits de Paris)
- 1930: Kopfüber ins Glück (Chacun sa chance)
- 1931: Die Million (Le Million)
- 1931: Boule de Gomme
- 1931: Die Hündin (La Chienne)
- 1932: La nuit du carrefour
- 1932: Boudu – aus den Wassern gerettet (Boudu sauvé des eaux)
- 1933: Der 14. Juli (Quatorze Juillet)
- 1933: Le rayon des amours
- 1934: Der letzte Milliardär (Le dernier milliardaire)
- 1934: Fürst Woronzeff (Le Secret des Woronzeff)
- 1936: Vater sein – dagegen sehr (Le mioche)
- 1938: Fahrendes Volk (Les Gens du Voyage)
- 1939: Das Schloß der Liebe (Cavalcade d’amour)
- 1946: Le pays sans étoiles
- 1941: Rasselbande (Nous les gosses)
- 1947: Schweigen ist Gold (Le silence est d’or)
- 1952: Die Schönen der Nacht (Les Belles de nuit)